# Cercanías León
La red de Cercanías León, también denominada Cercaníes de Llión en leonés,[cita requerida] es un servicio de trenes interurbanos que da servicio a la ciudad de León y a la Montaña de Riaño así como zonas próximas (Guardo, en Palencia), explotado por Renfe Cercanías AM, de la marca Renfe Operadora. Las estaciones empleadas, sin embargo, pertenecen a Adif. Está compuesta por una sola línea, la C-1f.
La red emplea la línea ferroviaria León-Bilbao, en su mayoría de vía única no electrificada.

## Historia
La red de cercanías de León es un proyecto de la Junta de Castilla y León y el Ministerio de Transportes que pretende dotar a la región de una red de cercanías Renfe, utilizando primariamente la línea que ya se usan para servicios de Media Distancia de ancho métrico. Se contempla la posible adición de otros servicios sobre vías de ancho ibérico o el ramal de la línea de ancho métrico a la Robla, una vez más utilizando la infraestructura ya existente.

### Línea León-Bilbao
El ferrocarril de La Robla es una línea férrea española de vía estrecha con una longitud de 335 km, considerado el trazado de vía estrecha más largo de Europa Occidental, que originalmente enlazaba La Robla (León) y Bilbao (Vizcaya).
La constructora y operadora fue la Sociedad del Ferrocarril Hullero de La Robla a Valmaseda, que a partir de 1905 pasó a denominarse Ferrocarriles de La Robla. En 1972 la sociedad entró en quiebra y la empresa pública FEVE se hizo cargo de la línea. Bajo su gestión la situación no solo no mejoró, sino que sus resultados empeoraron extraordinariamente. En 1991 cesó su utilización para el tráfico de pasajeros —restringido solo al de mercancías—, pero, gracias a distintos convenios con la Administración pública, en 2003 se reanudaron distintos servicios entre León y Bilbao. Tras la disolución de FEVE el 1 de enero de 2013, la infraestructura es gestionada por Adif, mientras que los servicios ferroviarios de pasajeros son prestados por Renfe Cercanías AM y los servicios de mercancías por Renfe Mercancías, ambas divisiones de Renfe Operadora.

### Creación del núcleo
En la provincia, el único servicio de Cercanías que existía era el ofrecido por FEVE y posteriormente Cercanías AM. En 2023, en el contexto de la integración tarifaria de las líneas del núcleo único de ancho métrico en sus respectivos núcleos de Asturias, Cantabria y Bilbao, las otras tres líneas de Cercanías AM se convirtieron en "subnúcleos", creándose así de facto el núcleo de León dentro del núcleo de AM.

## Red actual
La red se compone las siguientes líneas:
| Línea | Recorrido              | Frecuencia    | Flota     | Longitud                     | Estaciones         |
| ----- | ---------------------- | ------------- | --------- | ---------------------------- | ------------------ |
|       | León ↔ Guardo Apeadero | 70', 150', 6h | FEVE 2600 | 98,3 km(2,0 km suspendidos)  | 44 (3 suspendidas) |
| Total | Total                  | Total         | Total     | 98,3 km (2,0 km suspendidos) | 44 (3 suspendidas) |

## Operación

### Horario
Los horarios de funcionamiento de los trenes de Cercanías de León varían según destinos. Así, no todos los trenes llegan hasta Guardo-Apd., sino que la mayoría terminan en Matallana o Cistierna. Dependiendo de eso, la frecuencia de paso por sentido es aproximadamente de 70, 150 o 360 minutos, respectivamente para cada destino. Uno de los trenes diarios que llega hasta Guardo-Apd. es en realidad un regional cadenciado de la línea , el cual omite las paradas menores de la línea. Las frecuencias están muy limitadas por la vía única de todo el trayecto, que determina las frecuencias.

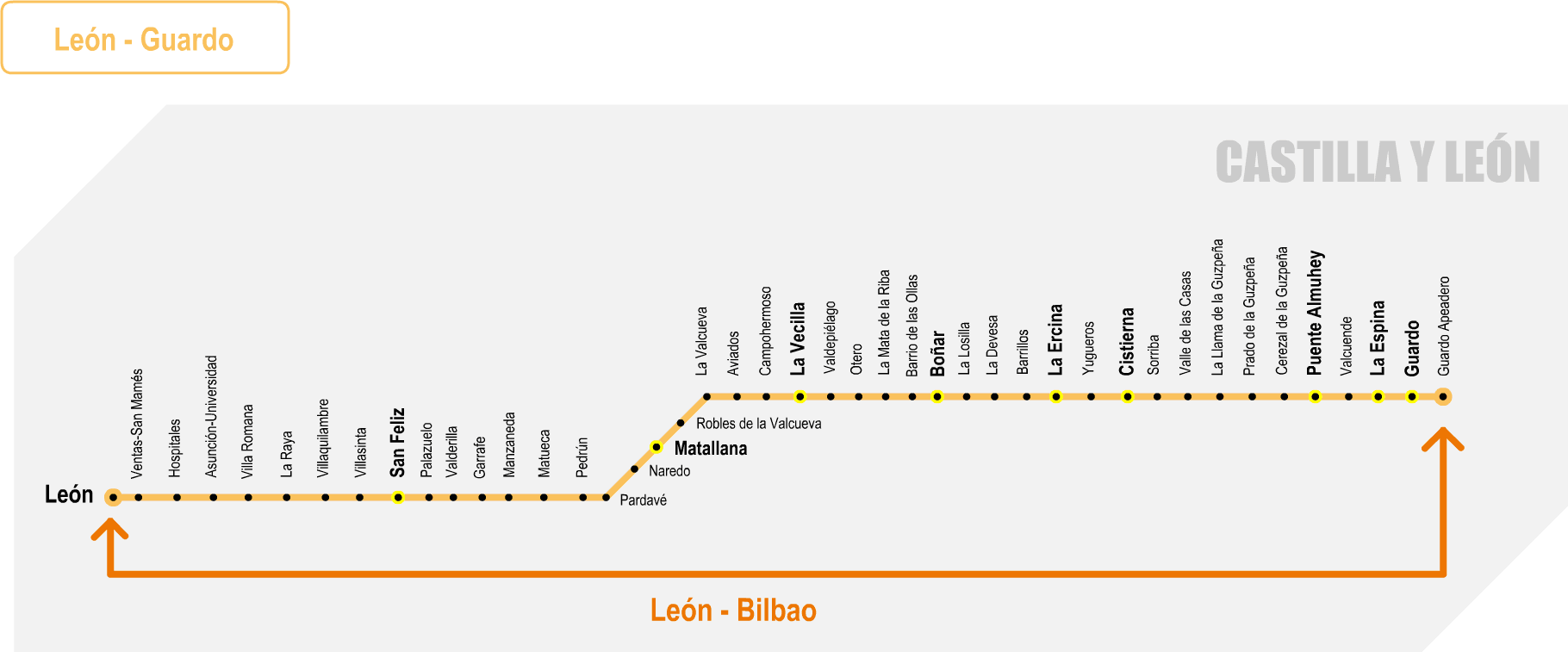
Mapa de la línea C-1f

| Asunción/Universidad | Matallana  | Cistierna | Guardo-Apd. |
| -------------------- | ---------- | --------- | ----------- |
|                      |            | 05:45     | 06:42       |
| 07:06                | 07:44      |           |             |
| 07:40                | 08:17      | 09:21     |             |
| 09:01                | 08:39      |           |             |
| 09:34                | 10:11      | 11:18     | 12:15       |
| 11:00                | [ nota 1 ] |           |             |
| 11:37                | 12:14      |           |             |
| 13:09                | 13:46      | 14:51     |             |
| 13:55                | 14:31      | 15:42     | 16:47       |
| 14:39                | 15:17      |           |             |
| 15:45                | 16:23      | 17:29     |             |
| 17:45                | 18:22      |           |             |
| 18:41                | 19:20      | 20:25     |             |
| 19:30                | 20:08      |           |             |
| 20:58                | 21:36      | 22:41     |             |
| 21:44                | 22:22      |           |             |

### Zonificación
La red de Cercanías León está diferenciada en 6 zonas distintas, que reciben los números del 1 al 6 en función de su distancia con la estación de León, epicentro de la red. El coste del viaje depende de las zonas que se traspasen. En caso de iniciar o terminar en una estación frontera, se asignará a la zona más beneficiosa para el pasajero. Estos son los diferentes municipios que componen la red y sus respectivas zonas:
| Zona | Municipios                                                                               |
| ---- | ---------------------------------------------------------------------------------------- |
| 1    | León · Villaquilambre · Garrafe de Torío (San Feliz)                                     |
| 2    | Garrafe de Torío (resto)                                                                 |
| 3    | Matallana de Torío                                                                       |
| 4    | La Veciella · Valdepiélago · Vegaquemada (Mata de la Riba) · Boñar (Barrio de las Ollas) |
| 5    | Boñar (Boñar) · Vegaquemada (resto) · La Ercina (Barrillos)                              |
| 6    | La Ercina (resto) · Cistierna · Cebanico · Prau de la Guzpeña · Valderrueda · Guardo     |

Las primeras estaciones de cada zona, léase, Palazuelo, Pardavé, Aviados, Boñar y La Ercina, son estaciones frontera con la anterior zona.
En caso de ir más allá de la estación de Guardo-Apd hacia Bilbao, se aplican tarifas de Media Distancia y el precio depende del kilometraje.

### Tarifas y billetes
Hasta 2025, el núcleo usaba tarjetas de banda magnética, siendo uno de los últimos en adoptar la Tarjeta Renfe. Los billetes disponibles son los siguientes:
| Billete                 | Descripción                                                                                 | Precio (zonas) | Precio (zonas) | Precio (zonas) | Precio (zonas) | Precio (zonas) | Precio (zonas) |
| Billete                 | Descripción                                                                                 | 1              | 2              | 3              | 4              | 5              | 6              |
| ----------------------- | ------------------------------------------------------------------------------------------- | -------------- | -------------- | -------------- | -------------- | -------------- | -------------- |
| Billete sencillo        | Billete válido para viajar solo una vez, dos horas después de la compra                     | 1,65€          | 1,95€          | 2,65€          | 3,15€          | 4,05€          | 5,20€          |
| Billete de ida y vuelta | Billete válido para una ida y una vuelta que debe ser completada en el mismo día que la ida | 3,00€          | 3,55€          | 4,90€          | 6,05€          | 7,80€          | 9,85€          |
| Bonotren                | 10 viajes para utilizar en un mes                                                           | 10,40€         | 12,90€         | 18,70€         | 22,90€         | 29,95€         | 34,35€         |
| Abono Mensual           | 2 viajes al día durante un mes                                                              | 53,40€         | 58,85€         | 64,40€         | 83,85€         | 90,80€         | 103,15€        |
| Abono Ilimitado         | Viajes ilimitados durante un mes                                                            |                |                |                |                |                |                |

### Flota
El núcleo ha sido servido por la serie 2600 de Renfe, con excepción de las trenes regionales, desde hace más de 20 años, lo cual ha sido protestado por asociaciones en defensa del ferrocarril. En respuesta, FEVE y Renfe han cambiado la decoración de los trenes en múltiples ocasiones.Véanse las imágenes de la derecha con el progreso de la unidad 2615-2616.

## Futuro

### Formalización del núcleo
En el contexto de la integración nacional de Cercanías AM en Cercanías, está previsto que se cree oficialmente el núcleo (sin ser un subnúcleo de AM), tal vez junto con la declaración de más servicios de cercanías en ancho ibérico.El sector ferroviario de CCOO ha hecho propuestas de creación de tales servicios en ancho ibérico y reordenación de los métricos.

### Ramal a La Robla (C-1f)
Se ha sugerido reutilizar el ramal hacia La Robla (el que en su momento era el trazado original) para conectar las estaciones de Matallana y La Robla. Esta última es parte de la línea de ancho ibérico León-Gijón, con lo que se podría establecer transbordo con el tren regional o los posibles trenes de cercanías de ancho ibérico a Pola.

### Integración ferroviaria en León

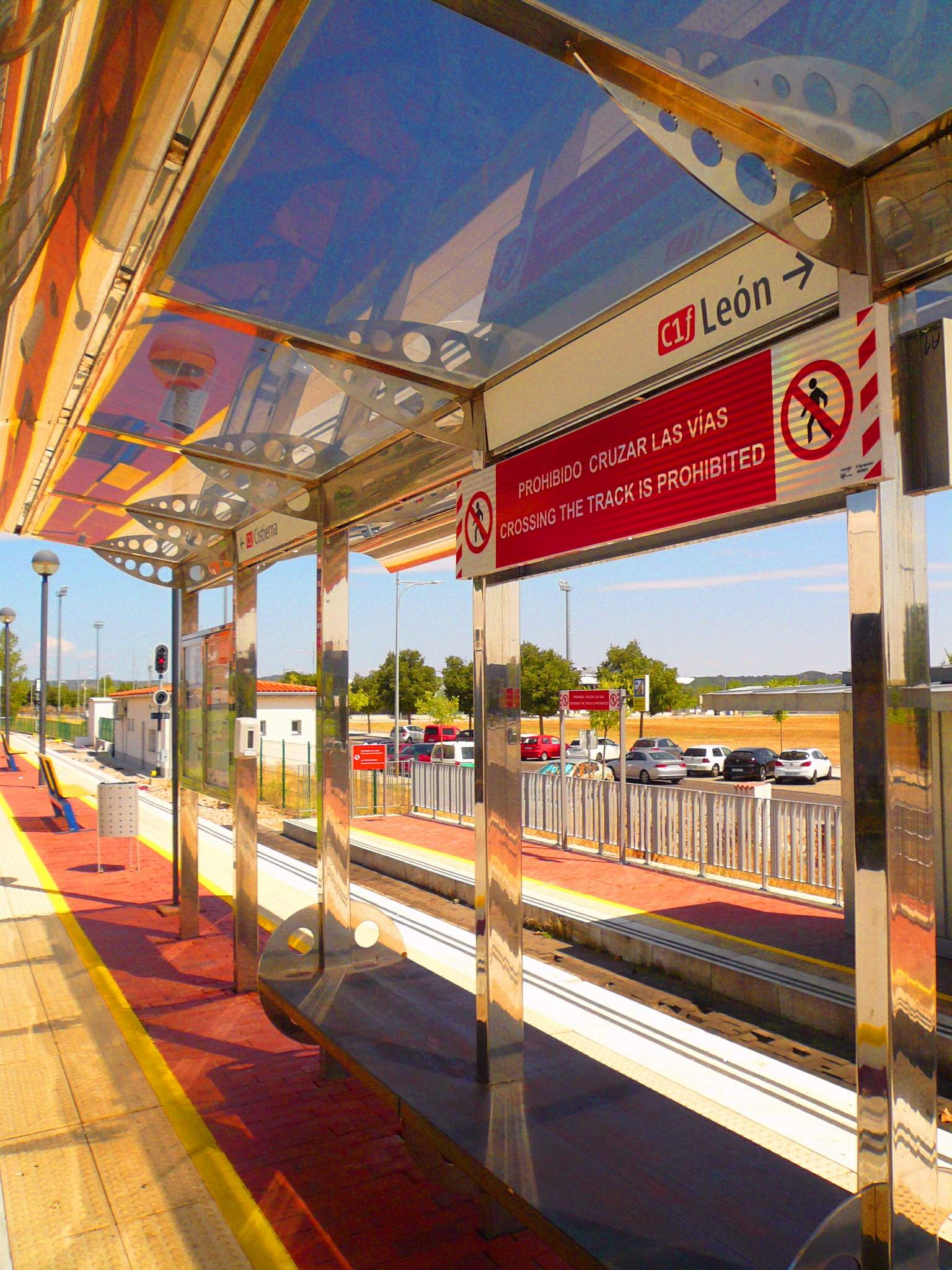
Apeadero de Asunción/Universidad, hoy estación.

En la actualidad, el apeadero de Asunción/Universidad se ha convertido en la terminal del ramal Matallana-León del Ferrocarril de La Robla. Esto se debe a que este está interrumpido entre Asunción/Universidad y León-Matallana debido a las obras de Integración del Ferrocarril de Ancho Métrico en León, y el trayecto se realiza en autobús.
Estas obras comenzaron en 2011, cuando FEVE aún existía, y se planeaba terminarlas en 2016. El plan era convertir el tramo metropolitano en un tranvía, aumentando las frecuencias en esos tramos, siendo la línea C-1f (entonces L-1) un tram-tren. Sería el primer tranvía operado por Renfe. Diversos grupos políticos y asociaciones leonesas han pedido en repetidas ocasiones terminar el proceso que llevan una década de retraso.
Las vías se completaron en 2018, pero debido a que el tramo Asunción-Llión fue sacado de la RFIG en 2015 y a un cambio normativo, todos los convoyes que circulen por la vía deben ser tipo tren-tram, incluidos los correos. Estos conyoves no se comprarán a menos que la vía entre en la RFIG, y esta inclusión no se dará a menos que haya convoyes que circulen.La única compra de material de AM de Renfe no incluía estos trenes.

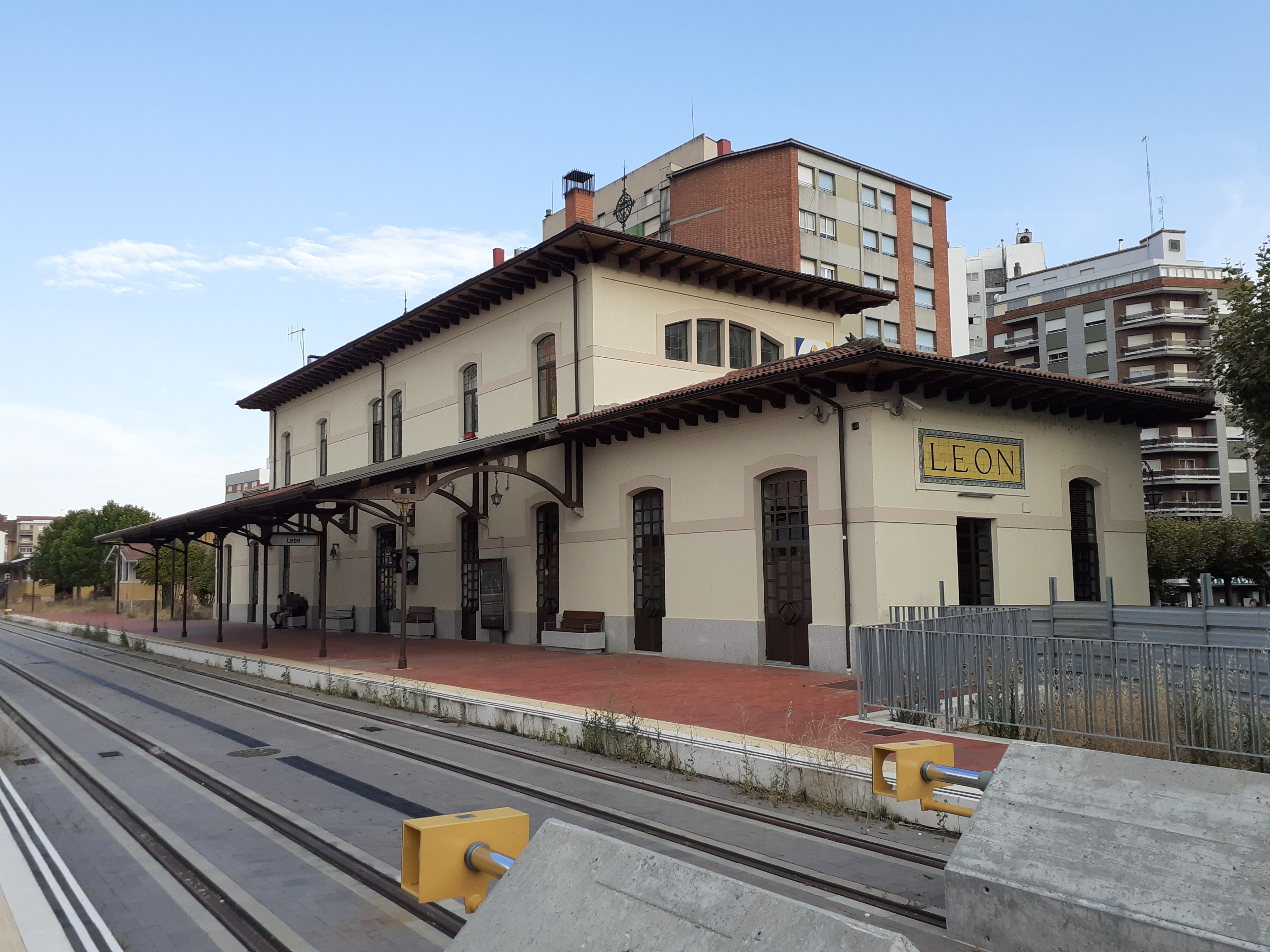
Estación de León reformada, en 2019, con las vías de tranvía.

### Servicio a Sahagún
Usando la línea de ancho ibérico Palencia-León desde su punto final, este servicio cubriría la mayoría de municipios del sureste de León, con Sahagún como posible destino. Este servicio también podría ofrecerse sobre la línea de ancho estándar, aunque esto parece poco probable ya que es de alta velocidad.Además, Renfe nunca ha declarado servicios de Cercanías sobre ancho estándar.

### Servicio a Astorga
Usando la línea de ancho ibérico León-La Coruña desde su punto inicial, este servicio cubriría la mayoría de municipios del noroeste de León, con Astorga como posible destino o incluso una ampliación hasta la frontera con Galicia.

### Línea Astorga-Plasencia
Esta línea, que actualmente no está en servicio, reviviría la Ruta de la Plata ferroviaria, y contribuiría no solo al acercamiento entre las localidades leonesas sino también a la conexión norte-sur de la península, evitando el paso por Madrid que provoca el actual sistema radial.Para el servicio de Cercanías, esta vía daría servicio a Benavente.

### Línea Ponferrada-Villablino
La propuesta sindical también contempla el uso de esta vía, mayormente minero-industrial, para ofrecer el servicio en las comarcas de El Bierzo y Laciana Es también de ancho métrico, aunque no tiene conexión ferroviaria con ninguna de las demás vías de la antigua FEVE, aunque existió un proyecto cuya construcción nunca se terminó para conectar la línea con Pravia, en Asturias.